# Human Nature (마이클 잭슨의 노래)
〈Human Nature〉는 1982년 미국의 가수 마이클 잭슨의 노래로, 그의 여섯 번째 솔로 음반 《Thriller》의 다섯 번째 싱글이다. 이 곡은 퀸시 존스가 프로듀싱하고 토토의 멤버들이 연주했으며 마이클 잭슨이 보컬을 맡았다.
원래는 키보디스트 스티브 포카로가 쓴 것으로, 어린 딸 헤더와 학교에서 한 소년이 그녀를 밀치고 난 후 나눈 대화를 바탕으로, 포카로는 "그는 아마 당신을 좋아하고 그것은 인간의 본성일 것"이라고 말했다. 포카로는 밴드 토토의 몇몇 밴드 동료들과 함께 《Thriller》 제작에 도움을 주었지만 잭슨이 〈Human Nature〉를 사용할 의도는 없었다. 그러나 《Thriller》 프로듀서 퀸시 존스는 우연히 이 곡의 데모 버전을 듣게 되었고 이 곡이 음반에 잘 어울릴 것이라고 생각했다. 그리고 존스는 작곡가 존 베티스를 데려와 이 구절을 다시 썼다. 그의 가사는 뉴욕의 한 행인에 관한 것이다.
〈Human Nature〉는 1983년 7월 3일에 싱글로 발매되었다. 이전의 4개의 《Thriller》 싱글과 마찬가지로, 이 곡은 빌보드 핫 100에서 7위에 오르며 미국에서 톱 10 히트곡이 되었다. 빌보드 어덜트 컨템포러리 차트 2위에도 올랐으며 미국 음반 산업 협회로부터 플래티넘 인증을 받았다. 캐나다와 네덜란드에서 싱글은 11위에 올랐다. 그 싱글은 영국에서 발매되지 않았다. 이 노래는 음악 비평가들로부터 긍정적인 평가를 받았다. 〈Human Nature〉는 나스의 〈It Ain't Hard to Tell〉, SWV의 싱글 〈Right Here (Human Nature Remix)〉를 〈Human Nature〉의 샘플과 리믹스한 테디 라일리 등 수많은 아티스트들이 샘플링해 빌보드 핫 100에서 2위에 올랐다.

## 제작
〈Human Nature〉의 첫 번째 버전은 토토의 스티브 포카로가 작사, 작곡했다. 그는 한 소년이 미끄럼틀에서 그녀를 밀쳐낸 후 1학년 딸이 울면서 집에 왔을 때 이 곡을 작곡했다. 그는 이 사건이 그녀를 위로하는 세 가지 이유를 불쑥 말했다. 소년은 그녀를 좋아했고, 사람들은 이상할 수 있으며, 그것은 "인간성(human nature)"이다. 그는 토토의 곡 〈Africa〉가 믹싱되는 동안 그들의 스튜디오에서 이 곡의 대략적인 데모를 녹음했다. 동료 토토 키보디스트 데이비드 페이치는 데모 위에 신디사이저 스트링을 추가했다. 원래 이 노래는 토토에게 제공되었지만, "아레나 록" 중심의 소재를 선호하여 전달되었다.

## 곡 목록
7인치 바이닐
1. "Human Nature" (싱글 버전) – 3:47 (4:05로 잘못 인쇄됨)
2. "Baby Be Mine" – 4:20

## 공식 리믹스
1. 음반 버전 – 4:06
2. 싱글 버전 – 3:47[10]
3. 라이브 – 4:29 (《Live at Wembley July 16, 1988》에서 가져왔으며 《Bad 25》의 딜럭스 에디션에 포함.)
4. "Speechless"/"Human Nature" – 3:18 (《Immortal》 버전)

## 다른 버전
이 곡은 왜 이 곡이 재즈 스탠더드가 될 수 없느냐고 수사적으로 물었던 마일스 데이비스가 원곡 직후 녹음했다.

## 인증
| 국가                               | 인증     | 판매량/출하량 |
| ---------------------------------- | -------- | ------------- |
| 영국 (BPI)                         | 실버     | 200,000       |
| 미국 (RIAA)                        | 플래티넘 | 1,000,000     |
| 판매량+스트리밍을 기반으로 한 인증 |          |               |